# Colletes moricei
Espèce
Statut de conservation UICN

 VU B1ab(ii,iii)+2ab(ii,iii) : Vulnérable
Colletes moricei est une espèce d'abeilles de la famille des Colletidae. Elle est endémique des îles Canaries en Espagne.